# Albert-Parfait-Pierre Debeyre
Pour les articles homonymes, voir Debeyre.
Albert-Parfait-Pierre Debeyre, médecin français, professeur à l'université de Lille, est le premier directeur de l'institut régional d'éducation physique de Lille.

## Biographie
Albert-Parfait-Pierre Debeyre est né le 1er mai 1877 à Saint-Pierre-Brouck (Nord). Il est le fils de Charles Louis Florimond Debeyre, instituteur communal de Saint-Pierre-Broucq déjà engagé lui-même dans la gymnastique, et de Florence Fockenberghe. Il fait sa scolarité secondaire au collège Jean-Bart de Dunkerque où il pratique le football, l'escrime, la gymnastique, se retrouvant à 18 ans président de l'Union athlétique du collège. Il poursuit ensuite ses études dans les facultés de médecine et des sciences de Paris et de Lille.
Simultanément il poursuit son engagement dans les domaines de la gymnastique, du sport, du tir et de la préparation militaire et en 1906 il est membre fondateur de la section lilloise de la Ligue française d'hygiène scolaire. Il mène de front toute son existence sa carrière médico-universitaire et ses engagements associatifs dans le domaine du sport, ce qui l'amène avant la Grande Guerre à participer à la création du Stade universitaire Lillois puis à prendre la direction de l'Institut régional d'éducation physique de Lille lors de sa création en 1928. Il décède en 1960 .

## Recherches et enseignement

### Carrière universitaire
Ses premiers travaux, édités dès 1904 sous la direction du professeur Édouard Laguesse, portent sur la fonction pancréatique.
À partir de 1942, il publie avec son fils Jean, également professeur de médecine.

### Publications
- Albert-Parfait-Pierre Debeyre, Les bourgeons pancréatiques, Lille, université de Lille, 1904
- Albert-Parfait-Pierre Debeyre et Édouard Laguesse, Les endocrines du pancréas chez l'âne, Paris, Berger-Levrault, 1905
- Albert-Parfait-Pierre Debeyre, Titres et travaux scientifiques, éditions Dufrenoy, 1907
- Albert-Parfait-Pierre Debeyre, Concours d'agrégation (section chirurgie et accouchements), Paris, Berger-Levrault, 1910
- Albert-Parfait-Pierre Debeyre, Exposé des titres et travaux scientifiques, Paris, Berger-Levrault, 1910
- Albert-Parfait-Pierre Debeyre, Le foie est-il d'origine endodermique ou mésodermique ?, Paris, Berger-Levrault, 1910
- Albert-Parfait-Pierre Debeyre, Contribution à l'étude de la morphologie de l'estomac in volume 3 de Archives d'anatomie, d'histologie & d'embryologie, 1924 ;
- Albert-Parfait-Pierre Debeyre et Christin, L'ébauche urinaire et sa vascularisation : jeunes embryons, Paris, Bibliothèque universitaire, 1931
- Albert-Parfait-Pierre Debeyre et Jean Debeyre, Le tissu adipeux, Paris, éditions Le François, 1942
- Albert-Parfait-Pierre Debeyre et Jean Debeyre, Le poumon : sa constitution anatomique et sa structure, éditions l'Anjou, 1945

## Engagements institutionnels

### L'institut régional d'éducation physique de Lille
Lors de la création des trois premiers instituts régionaux d'éducation physique (IREP) en 1928 il prend la direction de celui de Lille, celui de Paris étant placé sous celle du professeur Paul-André Chailley-Bert et celui de Lyon sous celle du professeur André Latarjet.

### LeLille Université Club
En 1913 le professeur Debeyre s'implique dans la création du Stade Universitaire Lillois qui donne naissance huit ans plus tard au Lille Université Club (LUC).

## Notoriété
Valenciennes a donné son nom à un centre médical, Lens à un stade, Beuvry et Marquette-lez-Lille à un collège, Valenciennes et Calais à un centre municipal d'éducation physique et sportive.
L'Amicale des enseignants d'éducation physique et sportive (AEEPS) reconnaît son rôle éminent dans le développement de cette discipline en associant son nom à ses séminaires annuels de réflexion pédagogique : les Journées Albert-Debeyre.